# Budapesti Metropolitan Egyetem
A Budapesti Metropolitan Egyetem (röviden: METU) államilag akkreditált magán felsőoktatási intézmény Budapesten. Az egyetem gazdaság- és társadalomtudományi, valamint művészeti és művészetközvetítési képzéseket kínál.

## Az egyetem története
A BKF Alapítvány által létrehozott Budapesti Kommunikációs Főiskolát a sikeres akkreditációs eljárást követően a felsőoktatási törvény 2000. évi módosítása ismerte el.[forrás?]  2001-ben 126 hallgatóval indultak el az intézmény kommunikációs képzései. A főiskola 2001–2005 között üzleti kommunikáció, nemzetközi kommunikáció, társszakos kommunikáció (újságírás), valamint európai közszolgálati és üzleti szervező szakokon folytatott nappali és levelező tagozatos főiskolai szintű alapképzést.
2003-ban akkreditált felnőttképző intézmény lett, a Magyar Televízióval együttműködésben televíziós újságírókat is képez. Akkreditált ECDL és EBC*L képző- és vizsgaintézmény, ezek mellett Nyelvi Lektorátusa (mely EURO, ITK-Origo és TOEIC hivatalos nyelvvizsgaközpontként is funkcionál) szakmai és általános nyelvi képzéseket, míg a BKF Szakmai Akadémia közép- és felsőfokú szakképzéseket szervez. A hallgatók ekkor 15-20 fős tanulókörökben sajátíthatják el választott szakmájuk fortélyait, amihez kellemes környezetet biztosít a frissen felújított és 2005-ben újonnan épített, korszerű épületegyüttes és park, illetve az intézményt övező kertvárosi hangulat.
Az alapképzési szakokon felül a főiskola felsőfokú szakképzési és szakirányú továbbképzési programokat és vállalati tanfolyamokat szervez kommunikációs, üzleti kommunikációs és európai uniós menedzsmenti témakörökben, és saját szakközépiskolával is rendelkezik (BKF Két Tanítási Nyelvű Szakközépiskola).
2005-ben a főiskola megkezdte a bolognai rendszerű képzési alapszakokra történő felkészülést (nemzetközi gazdálkodás, közszolgálati, gazdálkodás és menedzsment, kommunikáció és médiatudomány szakokon).
2005. február 26-án volt a Budapesti Kommunikációs Főiskola első diplomaosztója, amelyen az iskola első évfolyamára járó üzleti kommunikáció szakos, 2005 januárjában végzett hallgatóktól búcsúzott el méltóképpen a Főiskola.
2006-ban elindulnak a BKF-en a bolognai rendszerű képzések, 2008-ban pedig a Middlesex Egyetemmel együttműködve az első mesterképzés is, a marketingkommunikáció mesterszak.
2009-ben a BKF egyesült a Heller Farkas Gazdasági és Turisztikai Szolgáltatások Főiskolájával és a képzési portfólió kiegészült a turizmus területével is. Ekkor vált a BKF a legnagyobb hazai magán felsőoktatási intézménnyé.
2011-ben a Hódmezővásárhelyi Regionális Tudásközponttal új oktatási helyszínnel bővült az intézmény. Ebben az évben indulnak el az első művészeti mesterképzések is (mozgóképművész, tervezőgrafika).
2014. szeptember 1-én új campus nyílt a Budapest, VII. Rottenbiller utca 17-19. szám alatt. Itt kapnak helyet a művészeti képzések.
2014-ben Magyarország legnagyobb magyar magán felsőoktatási intézményén soha nem látott tőkebevonást hajtottak végre. A CEE Equity befektetésének célja a BKF hazai és nemzetközi terjeszkedésének előmozdítása, új szakok indítása, az angol nyelvű képzések erősítése, külföldi diákok idecsábítása nemzetközi tranzakciók révén.
2015-ben a BKF Budapesti Metropolitan Főiskolára változtatta a nevét.
2016-ban az intézmény elnyerte az egyetemi rangot, 2016. január 1-től Budapesti Metropolitan Egyetem (METU) lett az új neve.
2017-ben a METU megrendezi az első TEDxBudapestMetropolitanUniversity eseményt.
2018 októberétől 17 év után először, új rektor került az intézmény élére Bachmann Bálint személyében, aki 2023. szeptemberéig töltötte be ezt a tisztséget. Elindult az új oktatási stratégia kidolgozása, a portfólió alapú oktatási stratégia – myBrand – bevezetése. Ugyanebben az évben 5 új mesterszak indult a METU-n.
2019-ben az egyetem elindította az első moduláris rendszerű mini MBA programját. 2021 májusában bejelentették, hogy tulajdonost váltott az egyetem. 2015 óta a kínai Eximbank alapította CEE Equity Fund volt a többségi tulajdonos, őket az Optima Befektetési Zrt. tulajdonában álló Közép-Európa Alfa Vagyonkezelő váltotta. Az Optima sajátos áttéttel kapcsolódik a Magyar Nemzeti Bankhoz (MNB): az MNB által létrehozott Pallas Athéné alapítványok hozták létre. A bejelentéskor hangsúlyozták az oktatóknak, megmarad a függetlenségük.
2023 év elején az Üzleti, Kommunikációs és Turisztikai Kar távozó vezetőjétől Papp-Váry Árpád marketingkommunikációs szakembertől Dr. Kovács Attila vette át a dékáni posztot. Ősszel, a szemeszter kezdete előtt váratlanul több régi oktatót elbocsátott, amire válaszul tíz óraadó oktató szintén távozott szeptemberben, mivel nem látták garantálva a továbbiakban az egyetemi oktatói autonómiát és veszélyben látják a szakmaiságot.
2023. szeptemberében Wenczel Richárd lett az egyetem új vezérigazgatója, aki a Deloitte Hungarytől érkezett és az egyetemi életet is jól ismerő, széles menedzseri tapasztalattal rendelkező szakember.
2023 őszén az egyetem docense lett a vitatott munkásságú, kormányközeli,  Dézsy Zoltán Balázs Béla-díjas rendező, újságíró.
2023. október 1-től Kocziszky György lett a Budapesti Metropolitan Egyetem új rektora. A közgazdaságtudományból kandidált, majd habilitált új rektor a Miskolci Egyetemről érkezett, ahol korábban rektorhelyettes volt, legutóbb pedig a Gazdaságtudományi Kar dékánja.
2024 május: A Budapesti Metropolitan Egyetem (METU) első és egyetlen magyar egyetemként írt alá hosszútávú partnerségi megállapodást ma az Arizona State University-vel (ASU), amely a Center for World University Rankings 2023-2024 szerint a világ legjobb egyetemeinek 1%-ába tartozik (https://cwur.org/2023.php).  Ez a partnerség új lehetőségeket biztosít a METU-n tanuló magyar és külföldi hallgatók számára, és a magyar felsőoktatás nemzetközivé válásának következő lépcsőfoka lehet.  A megállapodás alapján a mai naptól a METU jogosult használni a logója részeként a „powered by Arizona State University” megnevezést.  
2025 április 1-jétől a Budapesti Metropolitan Egyetem (METU) új vezetőkkel folytatja fejlődését: a sikeres pályázat eredményeként a rektori posztot Prof. Dr. Kucsera Tamás Gergely tölti be,

## Karok és alapképzések

### Üzleti, Kommunikációs és Turisztikai Kar
Alapképzések:
- Egészségügyi szervező (A jelentkezéskor a Semmelweis Egyetem Egészségtudományi Karának Egészségügyi szervező szakát kell a jelentkezési lapon megjelölni.)
- Emberi erőforrások
- Gazdálkodási és menedzsment (magyar- és angol nyelven)
- Kereskedelem és marketing (Budapest, magyar- és angol nyelven)
- Kommunikáció és médiatudomány
- Nemzetközi gazdálkodás
- Nemzetközi tanulmányok
- Pénzügy és számvitel
- Turizmus-vendéglátás (Budapest és Hódmezővásárhely)

Mesterképzések:
- Emberi erőforrás tanácsadó
- Kommunikáció és médiatudomány
- Marketing
- Nemzetközi gazdaság és gazdálkodás
- Vállalkozásfejlesztés
- Vezetés és szervezés
- Turizmus-menedzsment

Angol nyelvű alapképzések:
- BA in Communication and Media Science
- BA in International Relations
- BSc in Business Administration and Management
- BSc in Commerce and Marketing
- BSc in Finance and Accounting
- BSc in International Business Economics
- BSc in Tourism and Catering

Angol nyelvű mesterképzések:
- MA in Communication and Media Studies
- Master of Business Administration
- MSc in Business Development
- MSc in Management and Leadership
- MSC in Marketing
- MSc in Tourism Management

Felsőoktatási szakképzések:
- Gazdálkodási és menedzsment
- Kereskedelem és marketing
- Turizmus-vendéglátás

### Művészeti és Kreatívipari Kar
Alapképzések:
- Animáció
- Designkultúra
- Fotográfia
- Képi Ábrázolás
- Kézműves tárgykultúra
- Környezetkultúra
- Média design
- Mozgóképkultúra és médiaismeret
- Mozgókép (Operatőr szakirány)
- Mozgókép (Film- és TV Rendező szakirány)
- Mozgókép (Filmírás szakirány)
- Televíziós műsorkészítő
- Tervezőgrafika

Mesterképzések:
- Animáció
- Design- és művészetmenedzsment
- Divat- és textiltervezés
- Építőművész
- Forgatőkönyvíró
- Formatervező művész
- Média design
- Televíziós műsorkészítő mesterszak
- Tervezőgrafika

Angol nyelvű alapképzések:
- BA in Animation
- BA in Environmental Design
- BA in Graphic Design
- BA in Photography
- BA in Visual Representation

Angol nyelvű mesterképzések:
- MA in Art and Design Managment
- MA in Graphic Design

Felsőoktatási szakképzések:
- Televíziós műsorkészítő

## Oklevelet adó (másoddiplomás) szakirányú továbbképzések

### Szakirányú  továbbképzések
- Lean szolgáltatásfejlesztő
- Kompetencia-fejlesztő tréner
- Mediátor - alternatív vitarendezés
- Politikai kommunikációs szaktanácsadó
- Protokoll szaktanácsadó és rendezvényszervező
- Coach - üzleti edző
- Executive MBA - Public Relations
- Executive MBA - Stratégiai marketing
- Executive MBA - Turnaround menedzsment
- Executive MBA - Digitális marketing
- Executive MBA for IT
- Információbiztonsági menedzser
- Kreatív event menedzsment
- OD - szervezetfejlesztési szaktanácsadó
- Transzformációs HR szaktanácsadó
- Borturisztikai szaktanácsadó
- Pálinka turisztikai szaktanácsadó
- Belsőépítészeti
- Divat - és luxusmárka menedzsment
- Tipográfus  (print és webdesign)
- Új média grafikus

A METU ISO minőségbiztosítással rendelkezik, belső folyamatait PQM minőségügyi rendszerben szervezi és rendelkezik az angol állami felsőoktatási validációval.